# Lesław Bajer
Lesław Bajer (ur. 21 marca 1934 we Lwowie, zm. 26 marca 1991) – polski dziennikarz, nauczyciel akademicki, krytyk filmowy, współtwórca wielu filmów fabularnych i dokumentalnych oraz programów telewizyjnych.
W latach 1962–1967 organizator i pierwszy dyrektor Ośrodka TV we Wrocławiu, w latach 1967–1973 szef Naczelnej Redakcji Programów Popularnonaukowych i dyrektor Programu 2 w Komitecie ds. Radia i Telewizji, a w latach 1974–1991 w Państwowej Wyższej Szkole Filmowej, Telewizyjnej i Teatralnej w Łodzi kieruje Zakładem Literatury i Dramatu. Przez trzy lata, 1980–1982 pełni funkcję redaktora naczelnego miesięcznika Kino, natomiast od roku 1982 do 1991 jest kierownikiem literackim Studia Filmowego Zodiak.
W roku 1970 jego film Groźba i ocalenie otrzymał nagrodę "Brązowy Lajkonik" dla najlepszego filmu popularnonaukowego na festiwalu filmowym w Krakowie.